# 청두 항공기공업 그룹
청두항공기공업그룹(Chengdu Aircraft Industries (Group) Corporation)은 중국 쓰촨성 청두에 위치한 항공기 제조 회사이다.중국 항공 공업 제일 그룹 공사 에 예속, 항공기 및 부품 생산, 연구를 하고있다. 1958년에 창립되었다.

## 주요제품

#### 부품
중화인민공화국의 군수산업체
- 코멕 ARJ21 기수 부분
- 맥도넬더글러스의 MD-80 / MD-90 중국 라이센스 생산
- 노스롭그루먼사의 부품 하청.
- 보잉사의 부품

#### 전투기
- 청두 J-7 - 구소련의 Mig-21 전투기를 베이스로한 초음속 전투기
- FC-1 - 중국과 파키스탄 이 공동 개발한 다목적 전투기
- 청두 J-10 - 제 4세대 주력 전투기.
- 청두 J-20 - 제 5세대 쌍발 형식의 스텔스 전투기

#### 연습기
- 청두 JJ-5 - 초급 연습기
- 청두 JJ-7 - 고급 연습기

## 같이 보기
- 중국항공공업집단공사